# Prihradzany
Prihradzany és un poble i municipi d'Eslovàquia que es troba a la regió de Banská Bystrica.

## Història
La primera menció escrita de la vila es remunta al 1262.

## Demografia
| Godina             | 1994 | 2004    | 2014   | 2024    |
| ------------------ | ---- | ------- | ------ | ------- |
| Nombre de persones | 98   | 79      | 84     | 66      |
| Diferència         |      | −19,38% | +6,32% | −21,42% |

| Godina             | 2023 | 2024   |
| ------------------ | ---- | ------ |
| Nombre de persones | 69   | 66     |
| Diferència         |      | −4,34% |